# Alexander Grothendieck

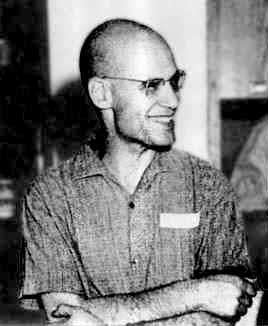
Alexander Grothendieck

Alexander Grothendieck (Berlijn, 28 maart 1928 – Saint-Lizier, 13 november 2014) was een in Duitsland geboren Franse wiskundige die geldt als een van de grootste wiskundigen van de twintigste eeuw. Hij bereikte zijn top in de jaren zestig van de twintigste eeuw, toen hij de leidende figuur was in de creatie van de moderne algebraïsche meetkunde. Zijn onderzoek verveelvoudigde de scope van dit onderzoeksgebied en voegde belangrijke elementen toe aan de grondslagen van de commutatieve algebra, homologische algebra, schoventheorie en de categorietheorie, terwijl zijn zogenaamde "relatieve" perspectief tot een revolutionaire vooruitgang in veel gebieden van de zuivere wiskunde heeft geleid.
Grothendieck bracht de eerste vijf jaar van zijn leven door in Berlijn, en de tweede vijf jaar van zijn leven in Hamburg. Na zijn elfde woonde hij in Frankrijk. Een groot deel van zijn leven was hij stateloos. Aangezien hij zijn voornaam consequent spelde als "Alexander”, in plaats van het Franse "Alexandre” en hij een Nederduitse achternaam had, die hij aan die van zijn moeder ontleende, veronderstelde men soms ten onrechte dat "Grothendieck" van Nederlandse afkomst was.
Grothendieck begon zijn zeer productieve en publieke carrière als wiskundige in 1949. In 1958 werd hij tot onderzoeksprofessor benoemd aan het Institut des Hautes Études Scientifiques (IHÉS). Hij bleef tot 1970 aan dit instituut verbonden. In dat jaar nam hij, gedreven door persoonlijke en politieke overtuigingen, ontslag na een geschil over militaire financiering van dit instituut. Hoewel hij later nog hoogleraar was aan de universiteit van Montpellier en nog een aantal ongepubliceerde wiskundige werken schreef, trok hij zich in de jaren zeventig terug uit de wiskundige gemeenschap en wijdde hij zich aanvankelijk aan politieke zaken. Kort na zijn officiële emeritaat in 1988 trok hij zich terug in de Pyreneeën, waar hij tot zijn dood in 2014 in afzondering leefde.

## Leven

### Familie en kindertijd

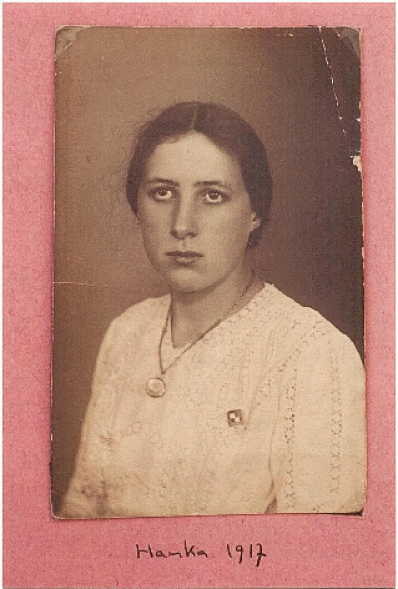
Hanka Grothendieck, zijn moeder (1917)

Alexander Grothendieck werd in 1928 in Berlijn in een anarchistisch milieu geboren. Zijn Duitse moeder, de schrijfster en journaliste Johanna (Hanka) Grothendieck, stamde uit een uit een voorname Hamburgse, protestantse familie. Zijn Russisch-Joodse vader, Alexander (Sascha) Schapiro was uit zijn vaderland gevlucht. Hij had Chassidische wortels, was betrokken geweest bij de anarchistische beweging in Oekraïne en had in Rusland gevangengezeten voordat hij in 1922 naar Duitsland kwam. In Berlijn kwam hij onder de schuilnaam Alexander Tanarow als fotograaf aan de kost. Zijn ouders waren niet met elkaar getrouwd, want zijn moeder was nog niet van haar vorige echtgenoot gescheiden. Beide ouders hadden in hun tienerjaren met hun ouderlijk milieu gebroken. Op het moment van zijn geboorte was Alexander Grothendiecks moeder getrouwd met de Duitse journalist Johannes Raddatz. Zijn geboortenaam werd aanvankelijk opgetekend als "Alexander Raddatz". Toen dit huwelijk in 1929 werd ontbonden kreeg hij de familienaam van zijn moeder; voortaan heette hij Alexander Grothendieck. Alexander Schapiro/Tanaroff erkende zijn vaderschap, maar trouwde nooit met zijn moeder Hanka.
Grothendieck leefde tot het einde van 1933 met zijn ouders in Berlijn. Beide ouders waren anarchisten en zijn vader, die joods was, vluchtte na de machtsovername door de nazi's naar Parijs.  Zijn moeder volgde hem kort daarna en vertrouwde Grothendieck in Hamburg toe aan de zorg van Wilhelm Heydorn, een Lutherse pastor en onderwijzer Tijdens de Spaanse Burgeroorlog verbleven beide ouders in Spanje, waar zij zich als vrijwilligers achter het front inzetten voor de zaak van de anarchisten tijdens de Spaanse Revolutie. Toen zijn pleegouders het in 1939 te gevaarlijk vonden worden om nog langer voor een Joods uitziend jongetje van een jaar of tien te zorgen, werd Alexander in Nîmes met zijn ouders verenigd.

### Oorlogsjaren
Vanaf 1939 verbleef Grothendieck samen met zijn moeder in verschillende kampen voor ontheemde personen, eerst in het Camp de Rieucros. Daarna verbleef hij de rest van de oorlog in het dorp Le Chambon-sur-Lignon, waar hij verborgen zat in lokale pensions. Zijn vader werd vanuit Kamp Drancy naar concentratiekamp Auschwitz gestuurd, waar hij in 1942 door de nazi's werd vermoord. Terwijl Grothendieck in Chambon woonde, bezocht hij het Collège Cévenol (dat nu bekendstaat als het Le Collège-Lycee International Cévenol), een unieke middelbare school, die in 1938 door lokale protestantse pacifisten en anti-oorlogsactivisten was opgericht. Veel van de gevluchte kinderen die in Chambon zaten ondergedoken, bezochten Cévenol en het was op deze school dat Grothendieck voor het eerst gefascineerd raakte door de wiskunde.

### Eerste jaren na de oorlog
Grothendieck begon na de oorlog aan een studie wiskunde aan de Universiteit van Montpellier, met het doel om leraar te worden, want hij had begrepen dat het wiskundig onderzoek 'af' was. Zijn talent werd echter ontdekt door zijn docenten, en vanaf 1948 studeerde hij in Parijs.

### Jaren aan het IHÉS

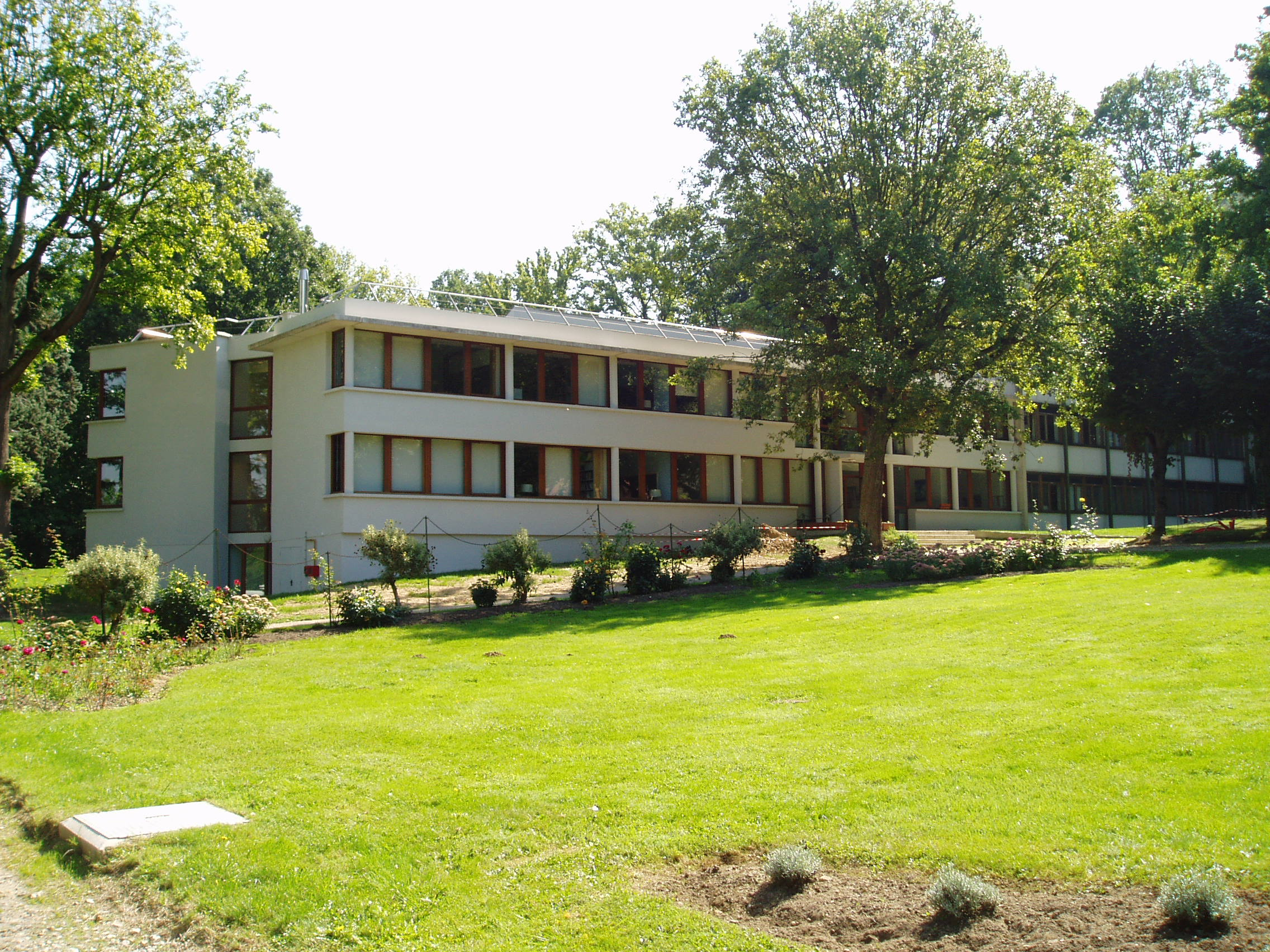
Hoofdgebouw van het IHÉS.

Vanaf 1958 was hij aan het Institut des Hautes Etudes Scientifiques (IHÉS) verbonden. Grothendieck trok daar de aandacht door het organiseren van intense en zeer productieve seminars, waarin hij de grondslagen van de wiskunde onderzocht. Hij wist enige van de meeste getalenteerde Franse wiskundigen van de jongere generatie over te halen hieraan mee te doen. Grothendieck stopte in deze periode met het publiceren van artikelen in conventionele, wetenschappelijk tijdschriften. Desondanks was hij in staat om ongeveer een decennium lang een dominante rol in de wiskunde te spelen, met name geholpen door de sterke school die hij om zich heen verzamelde.

### Latere leven
Vanwege zijn ervaringen tijdens de oorlog is Grothendieck altijd een fel pacifist geweest. Zo gaf hij, als protest tegen de Vietnamoorlog, lezingen in de bossen bij Hanoi toen deze stad werd gebombardeerd. In 1970 trok hij zich terug uit de academische wereld, nadat hij had ontdekt dat het IHES deels met militair geld werd betaald. Hij keerde echter een paar jaar later terug als hoogleraar in Montpellier, totdat hij in 1988 met vervroegd pensioen ging. Hij had toen veel kritiek op de wetenschappelijke wereld, wat onder meer leidde tot de weigering van de aan hem en Pierre Deligne in dat jaar voor hun "fundamentele bijdrage aan de analytische meetkunde" toegekende Crafoord-prijs. In 1991 verliet hij zijn huis en was lange tijd spoorloos. Hij leefde tot aan zijn dood in 2014 in de Pyreneeën.
In januari 2010 schreef Grothendieck een brief aan de Franse wiskundige Luc Illusie. In deze Déclaration d'intention de non-publication, merkt hij op dat in essentie alle materiaal dat in de laatste twintig jaar in zijn afwezigheid is gepubliceerd, zonder zijn toestemming is verschenen. Hij vraagt dat geen van dit werk in zijn geheel of gedeeltelijk wordt gereproduceerd en dat bibliotheken die dit werk in bezit hebben, dit uit hun collecties verwijderen
Alexander Grothendieck overleed eind 2014 op 86-jarige leeftijd in het ziekenhuis van Saint-Girons bij Saint-Lizier.

## Wiskundig werk
Grothendiecks vroege wiskundige werk was op het gebied van de functionaalanalyse. Tussen 1949 en 1953 werkte hij in Nancy aan zijn proefschrift, "Produits tensoriels topologiques et espaces nucleaires" over dit onderwerp. Hij werd daarbij begeleid door Jean Dieudonné en Laurent Schwartz. Zijn belangrijkste bijdragen zijn onder andere topologische tensorproducten van topologische vectorruimten, de theorie van de nucleaire ruimten als het fundament van Schwartz-distributies, en de toepassing van Lp-ruimten in het bestuderen van lineaire afbeeldingen tussen topologische vectorruimten. In een paar jaar had hij zich tot een toonaangevende autoriteit op het gebied van de functionaalanalyse ontwikkeld – in die zin vergelijkt Dieudonné zijn invloed op dit gebied met die van Banach.
Tijdens verblijven in São Paulo en Kansas verschoof zijn interesse echter in de richting van de algebraïsche meetkunde en de topologie. Het is ook in de algebraïsche meetkunde en aanverwante gebieden dat Grothendieck zijn belangrijkste en meest invloedrijke werk verrichtte. Vanaf ongeveer 1955 begon hij te werken aan de schooftheorie en de homologische algebra. Naar aanleiding daarvan schreef hij zijn invloedrijke "Tôhoku-publicatie" (Sur quelques points d'algèbre homologique, dat in 1957 in het Tohoku Mathematical Journal werd gepubliceerd). In dit artikel introduceerde hij abelse categorieën en paste hij de theorie toe om aan te tonen dat schoofcohomologie in deze context kan worden gedefinieerd als zekere afgeleide functoren.
Homologische methoden en de schoventheorie waren al eerder door Jean-Pierre Serre en anderen in de algebraïsche meetkunde geïntroduceerd, dit nadat het concept van "schoven" eerder door Jean Leray was gedefinieerd. Grothendieck tilde echter beide gebieden naar een hoger niveau van abstractie en maakte hen tot een belangrijk ordenend principe van zijn theorie. Hij verschoof de aandacht van de studie van individuele variëteiten naar het relatieve oogpunt (van paren van variëteiten die aan elkaar gerelateerd waren door een morfisme), wat een brede generalisatie van vele klassieke stellingen toeliet. De eerste belangrijke toepassing was de relatieve versie van de stelling van Serre, waaruit blijkt dat de cohomologie van een coherente schoof op een complete variëteit eindig-dimensionaal is; de stelling van Grothendieck laat zien dat de hogere directe afbeeldingen van coherente schoven onder een strikte kaart coherent zijn; Dit reduceert tot de stelling van Serre over een eenpuntruimte.
In 1956 paste hij dezelfde denkwijze toe op de stelling van Riemann-Roch, een stelling die onlangs al tot elke dimensie was veralgemeend door Hirzebruch. De stelling van Grothendieck-Riemann-Roch werd in 1957 door Grothendieck aangekondigd op de eerste Mathematische Arbeitstagung in Bonn. Het verscheen in druk in een artikel dat samen werd geschreven werd door Armand Borel en Jean-Pierre Serre. Dit resultaat was Grothendiecks eerste werk in de algebraïsche meetkunde. Hij ging door met het plannen en uitvoeren van een programma voor de wederopbouw van de fundamenten van de algebraïsche meetkunde, een onderwerp dat op dat moment in een staat van flux verkeerde en ter discussie stond in een seminar dat werd geleid door Claude Chevalley; Grothendieck schetste zijn programma in 1958 in zijn toespraak op het vierjaarlijkse Internationaal Wiskundecongres in Edinburgh.
Zijn fundamentele werk op het gebied van de algebraïsche meetkunde ligt op een hoger abstractieniveau dan alle voorgaande versies. Hij paste het gebruik van niet-gesloten generieke punten toe, wat leidde tot de theorie van schema’s. Hij was ook een pionier in het systematisch gebruik van nilpotenten. Als 'functies' kunnen deze alleen de waarde 0 aannemen, maar zij dragen in puur algebraïsche settings oneindig veel informatie. Zijn theorie van schema’s wordt algemeen erkend als het beste universele raamwerk voor dit deelgebied van de wiskunde, zowel vanwege haar expressiviteit als ook om haar technische diepgang. In die setting kan men gebruikmaken van de birationale meetkunde, technieken uit de getaltheorie, Galois-theorie en commutatieve algebra en nabije analoga uit de methoden van de algebraïsche topologie, alles op een geïntegreerde manier.
Grothendieck staat ook bekend vanwege zijn beheersing van de abstracte benaderingen van de wiskunde en zijn perfectionisme inzake formulering en presentatie. Relatief weinig van zijn werk van na 1960 is, via de gebruikelijke weg in wetenschappelijk tijdschriften gepubliceerd. Aanvankelijk circuleerde zijn werk in gedupliceerde verslagen van seminars; zijn invloed was in aanzienlijke mate persoonlijk. Zijn invloed strekte zich uit tot vele andere takken van de wiskunde, bijvoorbeeld de hedendaagse theorie van de D-modulen. (Het lokte ook tegenreacties uit, bijvoorbeeld van vele wiskundigen, die zochten meer concrete onderzoeksgebieden en problemen.)
In 1959 werd hem een baan aangeboden aan het nieuw opgerichte Institut des Hautes Etudes Scientifiques (IHES). Hier werkte hij samen met mensen als Jean-Pierre Serre en Pierre Deligne, aan de nog altijd niet afgeronde boeken Éléments de géométrie algébrique (EGA) en Séminaire de géométrie algébrique (SGA), die als basis voor de hedendaagse algebraïsche meetkunde en getaltheorie worden gezien. Hij introduceerde onder meer de tegenwoordig veelgebruikte begrippen als schema, motieven en étale cohomologie.

### EGA,SGA,FGA
Het grootste deel van Grothendiecks gepubliceerde werken wordt verzameld in de monumentale, nog onvolledige, Éléments de géométrie algébrique (EGA) en Séminarie de géométrie algébrique (SGA). De collectie Fondements de la Géometrie Algébrique (FGA), die lezingen bundelt die Grothendieck gaf in het Séminaire Bourbaki, bevat ook belangrijk materiaal.
Grothendiecks werk omvat de constructie van de étale en l-adische cohomologie-theorieën. Deze theorieën verklaren een waarneming van André Weil, dat er een verband bestaat tussen de topologische kenmerken van een variëteit en haar diophantische (getaltheoretische) eigenschappen. Het aantal oplossingen van een vergelijking over een eindig veld geeft bijvoorbeeld de topologische aard van haar oplossingen over de complexe getallen weer. Weil realiseerde zich dat om een dergelijke verband te bewijzen hij een cohomologietheorie nodig had, maar noch hij, noch enige andere wiskundige, zag hoe hier in te voorzien, totdat een dergelijke theorie door Grothendieck werd opgesteld.
Dit programma culmineerde in de bewijzen van de vermoedens van Weil, waarvan de laatste in de vroege jaren 1970 door Grothendiecks student Pierre Deligne werd bewezen, dit nadat Grothendieck zich zelf al grotendeels uit de wiskunde had teruggetrokken.

### Eigen inschatting belangrijkst eigen werk (uitRécoltes et Semailles)
Grothendieck schreef een beoordeling achteraf van zijn wiskundige werk (zie externe link La Vision hieronder). Als zijn belangrijkste wiskundige prestaties ("maître-thèmes"), koos hij deze collectie van 12 onderwerpen (in zijn chronologische volgorde):
1. Topologische tensorproducten en nucleaire ruimten
2. "Continue" en "discrete" dualiteit (afgeleide categorieën en "zes operaties")
3. Yoga van de stelling van Grothendieck-Riemann-Roch (K-theorie, relatie met intersectietheorie)
4. Schema's
5. Topoi
6. Étale cohomologie waaronder l-adische cohomologie
7. Motieven en de motivische Galois-groep (en Grothendieck-categorieën)
8. Kristallen en kristallijne cohomologie, yoga van De Rham en Hodge-coëfficiënten
9. Topologische algebra, oneindigheids-stacks, 'dérivateurs', cohomologisch formalisme van topoi als een inspiratie voor een nieuwe homotopische algebra
10. Tamme topologie
11. Yoga van anabeliaanse meetkunde en Galois-Teichmüller-theorie
12. Schematisch oogpunt, of "rekenkunde" voor regelmatige veelvlakken en reguliere configuraties van alle soorten

## Winnaar van de Fields-medaille
Grothendieck kreeg in 1966 de Fields-medaille toegekend voor
"Bouwde voort op werk van Weil en Zariski en beïnvloedde fundamentele vooruitgang in algebraïsche meetkunde. Hij voerde het begrip K-theorie in (de Grothendieck-groep en Grothendieck-ring). Bracht een revolutie in homologische algebra in zijn gevierde "Tôhoku-publicatie".
Met die publicatie bedoelde de jury: "Sur quelques points d'algèbre homologique", gepubliceerd in Tohoku Mathematical Journal met de grondslagen van de Abelse categorie.

## Invloed
Tegen de jaren 1970 werd Grothendiecks werk niet alleen als invloedrijk gezien in de algebraïsche meetkunde en de daaraan gerelateerde onderzoeksgebieden van de schoventheorie en de homologische algebra, maar had het in het onderzoeksgebied van de categorische logica ook invloed op de logica.

### Algebraïsche meetkunde
Grothendieck benaderde de algebraïsche meetkunde door de grondslagen van dit onderzoeksgebied te verduidelijken en door het ontwikkelen van wiskundige hulpmiddelen, die bedoeld waren om een aantal bekende vermoedens in de algebraïsche meetkunde te bewijzen. Onder algebraïsche meetkunde verstond men van oudsher het komen tot begrip van meetkundige objecten, zoals algebraïsche krommen en oppervlakken, door het bestuderen van de algebraïsche vergelijkingen voor deze objecten. Eigenschappen van algebraïsche vergelijkingen worden op hun beurt bestudeerd door gebruik te maken van technieken uit de ringtheorie. In deze benadering worden de eigenschappen van een meetkundig object dus gerelateerd aan de eigenschappen van een bijbehorende ring. De (bijvoorbeeld reële, complexe of projectieve) ruimte, waarin het object is gedefinieerd staat los van dit object (is er extrinsiek aan), terwijl de ring intrinsiek is.
Grothendieck legde door de construeren van intrinsieke ruimten ("spectra") en de daar bijbehorende ringen als primaire objecten van studie een nieuwe basis voor de algebraïsche meetkunde. Daartoe ontwikkelde hij de theorie van schema’s. Schema's kunnen informeel worden gezien als topologische ruimten, waar aan elke open deelverzameling van deze ruimte een commutatieve ring wordt gekoppeld. Voor de beoefenaars van de moderne algebraïsche meetkunde zijn schema's de basisobjecten van studie geworden. Dit stond het de algebraïsche meetkunde toe om de in andere onderzoeksgebieden geboekte technische vooruitgang te absorberen.
Zijn veralgemening van de klassieke stelling van Riemann-Roch relateerde topologische eigenschappen van complexe algebraïsche krommen aan hun algebraïsche structuur. De instrumenten die Grothendieck ontwikkelde om deze stelling te bewijzen lagen aan de basis van de studie van algebraïsche- en topologische K-theorie, die de topologische eigenschappen van objecten bestuderen door ze te associëren met ringen. Voor de topologische K-theorie werd het fundament gelegd door Michael Atiyah, dit na direct contact met Grothendiecks ideeën tijdens de Bonner Arbeitstagung.

### Cohomologietheorieën
Grothendiecks constructie van nieuwe cohomologietheorieën, die algebraïsche technieken gebruiken om topologische objecten te bestuderen, heeft de ontwikkeling van de algebraïsche getaltheorie, de algebraïsche topologie en de representatietheorie beïnvloed. Als onderdeel van dit project, heeft zijn creatie van topostheorie, een categorie-theoretische veralgemening van de puntverzamelingtopologie, de verzamelingenleer en de wiskundige logica beïnvloed.
De vermoedens van Weil werden in de late jaren 1940 geformuleerd als een verzameling van wiskundige problemen in de rekenkundige meetkunde. Ze beschrijven eigenschappen van analytische invarianten, die lokale zèta-functies worden genoemd, van het aantal punten op een algebraïsche kromme of variëteit van een hogere dimensie. De ontdekking van de Grothendiecks ℓ-adicetale cohomologie, het eerste voorbeeld van een Weil-cohomologietheorie opende de weg voor een bewijs van de vermoedens van Weil, het bewijs waarvan in de jaren 1970 uiteindelijk werd voltooid door Grothendiecks leerling Pierre Deligne. Grothendiecks grootschalige aanpak is weleens een "visionair programma" genoemd. De ℓ-adische cohomologie werd daarna een fundamenteel gereedschap voor getaltheoretici, met toepassingen in het Langlands-programma.
Grothendiecks vermoedende theorie van motieven was bedoeld om de "ℓ-adische" theorie te zijn, maar dan zonder de keuze van "ℓ", een priemgetal. Het voorzag echter niet in de beoogde route naar het bewijs van de vermoedens van Weil, maar heeft wel aan de basis gelegen van moderne ontwikkelingen in de algebraïsche K-theorie, de motivische homotopietheorie en motivische integratie. Deze theorie, het werk van Daniel Quillen en Grothendiecks theorie van de Chern-klasse worden beschouwd als de achtergrond van de theorie van het algebraïsch cobordisme, een ander algebraïsch analogon van topologische ideeën.

### Categorietheorie
Grothendiecks nadruk op de rol van universele eigenschappen over een veelheid van wiskundige structuren bracht de categorietheorie als een ordenend principe voor de wiskunde in het algemeen in de hoofdstroom van de wiskunde. Onder haar toepassingen, creëert de categorietheorie een gemeenschappelijke taal voor het beschrijven van soortgelijke structuren en technieken, die in vele verschillende wiskundige systemen worden gezien. Zijn notie van abelse categorieën is nu het basisobject van studie in de homologische algebra. De opkomst van de categorietheorie als een afzonderlijke wiskundige discipline wordt wel, hoewel onbedoeld, aan Grothendiecks invloed toegeschreven.

## Voetnoten
1. ↑  (en) Leith, Sam, The Einstein of maths. www.spectator.co.uk. Gearchiveerd op 31 januari 2014. Geraadpleegd op 1 mei 2020.
2. ↑  (fr) Philippe Pajot; Stéphane Foucart, Alexandre Grothendieck, le plus grand mathématicien du XXe siècle, est mort. Le Monde (14 november 2014). Geraadpleegd op 1 mei 2020.
3. ↑  (en) Alexander Grothendieck - obituary. The Telegraph. Gearchiveerd op 14 juli 2017. Geraadpleegd op 1 mei 2020.
4. 1 2  Jackson, Allyn  (2004). Comme Appelé du Néant — As If Summoned from the Void: The Life of Alexandre Grothendieck II. Notices of the American Mathematical Society  51
5. ↑  (en) "Alexander Grothendieck, Math Enigma, Dies at 86", The New York Times, 14 november 2014. Gearchiveerd op 16 december 2021.
6. ↑  Cartier, 2009, blz. 10, voetnoot 12.
7. ↑  Cartier, 2009, blz. 9.
8. ↑  Cartier, 2001, blz. 391, voetnoot 3.
9. 1 2  The Early Background of Genius, Society for Industrial and Applied Mathematics, 8 juli 2008
10. 1 2 3 4 5 6  Jackson, Allyn  (2004). Comme Appelé du Néant — As If Summoned from the Void: The Life of Alexandre Grothendieck I. Gearchiveerd op 25 februari 2021. Notices of the American Mathematical Society  51author2-link= (4)
11. 1 2  Amir D. Aczel (2009). The Artist and the Mathematician. Basic Books.
12. ↑  http://www.crafoordprize.se/download/18.10119fc11455d3c557d1ba6/1397648332773/crafoordprizes1982_2014
13. ↑  https://web.archive.org/web/20060106062005/http://www.math.columbia.edu/~lipyan/CrafoordPrize.pdf
14. ↑  (fr)  Brief van Grothendieck. Gearchiveerd op 16 december 2021.
15. ↑  www.liberation.fr. Gearchiveerd op 22 november 2021.
16. ↑  https://www.nytimes.com/2014/11/16/world/europe/alexander-grothendieck-math-enigma-dies-at-86.html?_r=0. Gearchiveerd op 6 mei 2021.
17. ↑  http://www.genealogy.ams.org/id.php?id=31245. Gearchiveerd op 7 augustus 2018.
18. ↑  Dieudonné, 1990
19. 1 2 3 4  Piotr Pragracz, Notes on the life and work of Alexander Grothendieck.
20. ↑  Zie bijvoorbeeld. Deligne, (1998).
21. ↑  Mclarty, Colin, The Rising Sea: Grothendieck on simplicity and generality I (PDF).
22. ↑  Peck, Morgen, Equality of Mathematicians. “Alexandre Grothendieck is arguably the most important mathematician of the 20th century...”
23. ↑  Leith, Sam, The Einstein of maths (20 March 2004). Gearchiveerd op 25 februari 2021. “[A] mathematician of staggering accomplishment ... a legendary figure in the mathematical world.”
24. ↑  https://web.archive.org/web/20141129021104/http://www.numdam.org/numdam-bin/fitem?id=PMIHES_1960__4__5_0
25. ↑  Gearchiveerde kopie. Gearchiveerd op 14 augustus 2019. Geraadpleegd op 20 november 2014.
26. ↑  https://web.archive.org/web/20141129060906/http://www.mathunion.org/o/General/Prizes/Fields/1966/
27. ↑  http://www.ams.org/mathscinet-getitem?mr=0102537. Gearchiveerd op 4 maart 2016.
28. ↑  Dov M. Gabbay, Akihiro Kanamori (2012). Sets and Extensions in the Twentieth Century. Elsevier, p. 733. ISBN 978-0-444-51621-3.
29. ↑  Miles Reid (15 december 1988). Undergraduate Algebraic Geometry. Cambridge University Press, p. 115. ISBN 978-0-521-35662-6.
30. ↑   Michael Atiyah (3 april 2014). Michael Atiyah Collected Works: Volume 7: 2002-2013. Oxford University Press, 383–. ISBN 978-0-19-968926-2.
31. ↑  Saunders Mac Lane en Ieke Moerdijk (1992), Sheaves in Geometry and Logic: a First Introduction to Topos Theory. Springer Verlag.
32. ↑  M. Ram Murty, V. Kumar Murty (6 oktober 2012). The Mathematical Legacy of Srinivasa Ramanujan. Springer Science & Business Media, pp. 156. ISBN 978- 81-322-0769-6.
33. ↑  R.P. Langlands, Modular forms and l-adic representations, Lecture Notes in Math. 349. (1973), blz. 361-500
34. ↑  J.S. Milne (1980). Étale cohomology. Princeton University Press.
35. ↑  Marc Levine, Fabien Morel (23 February 2007). Algebraic Cobordism. Springer Science & Business Media, viii. ISBN 978-3-540-36824-3.
36. ↑  Artikel over categorietheorie op plato.stanford.edu. Gearchiveerd op 21 november 2021.
37. ↑  S. Gelfand, Yuri Manin (1988). Methods of homological algebra. Springer.
38. ↑  Ralph Krömer (25 June 2007). Tool and Object: A History and Philosophy of Category Theory. Springer Science & Business Media, 158–. ISBN 978-3-7643-7524-9. Gearchiveerd op 17 juni 2013.